# Город Эмбер: Люди Искры
«Город Эмбер: Люди Искры» (англ. The People of Sparks) — художественная книга фантастического жанра, вторая книга из тетралогии, написанная  американской писательницей Джин Дюпро, повествующая о героях, пытающихся освоиться на поверхности после недавнего пребывания под землей в городе Эмбер.

## Сюжет
Главные герои Лина Мейфлит и Дун Харроу выводят жителей подземного города на поверхность, в новый удивительный мир, полный света и жизни. Жители небольшой деревни Искра согласились помочь пришельцам, но из-за нехватки продовольствия возникают разногласия, которые грозят перерасти в войну.

## Главные герои
- Лина Мейфлит — девочка, инициатор спасения жителей подземного города
- Дун Харроу — помощник Лины Мейфлит
- Торрен — житель деревни Искра, не желавший помогать пришельцам
- Каспар — брат Торрена, сталкер
- Медди — напарница Каспара
- Тик — житель Эмбера, поднявший восстание против жителей Искры
- Поппи — сестра Лины
- Миссис Мердо — опекунша Лины.
- Доктор Эстер — врач, которая приютила Лину и других членов её семьи.

## Интересные факты
В начале своей книги Джин Дюпро написала отрывок из стихотворения Мартина Лютера Кинга «Сила Любви»,1963